# Білозірська заплава річки Збруч
Білозі́рська запла́ва рі́чки Збруч — урочище, ботанічний заказник місцевого значення в Україні. Розташована на південний схід від села Білозірка Кременецького району Тернопільської області.
Площа — 12 га. Оголошена об'єктом природно-заповідного фонду рішенням Тернопільської обласної ради від 18 березня 1994. Перебуває у віданні агрофірми «Білозірська».
Під охороною — типовий водоболотний масив західного лісостепу, що є стабілізатором водного режиму прилеглих територій, місцем акумулювання водних запасів, формування витоку річки Збруч, підтримання екологічного балансу в регіоні.